# Salvatore Cancemi
Salvatore Cancemi (prononcé : [salvaˈtoːre kanˈtʃɛːmi], né à Palerme le 19 mars 1942 et mort en Italie dans un lieu inconnu le 14 janvier 2011, est un criminel, membre de la Mafia de Palerme. Il est le premier membre de la Commission de la mafia sicilienne à s'être rendu pour devenir un pentito, un collaborateur des autorités judiciaires italiennes. Il a fait en particulier des déclarations controversées au sujet de la collusion du Premier ministre Silvio Berlusconi et de son bras droit Marcello Dell'Utri avec la Mafia.

## Biographie
La famille de Salvatore Cancemi n'a aucune tradition au sein de la mafia, son père possédait une boucherie florissante. Ila été initié auprès de la famille mafieuse Porta Nuova en 1976 à l'âge de 34 ans. Son parrain est Vittorio Mangano. En 1985, il remplace Giuseppe Calò au poste de patron de la famille Porta Nuova après l'arrestation de celui-ci et le remplacé dans la Cupola (Commission de la mafia sicilienne) à la tête du mandamento Porta Nuova qui comprenait également les familles mafieuses de Palerme et de Borgo Vecchio. 
En 1976, Salvatore Cancemi est envoyé en prison pour avoir volé une cargaison de viande à un boucher qui avait refusé de payer le pizzo et y rencontre  Tommaso Buscetta. Vingt ans après, lorsque Cancemi retrouve Buscetta lors d'un procès en 1993, il avoue avoir étranglé deux de ses fils en 1982, sur ordre de Salvatore Riina. Buscetta embrasse Cancemi et déclare : « Vous ne pouvez pas refuser la commande. Je vous pardonne parce que je sais ce que cela signifie d'être dans Cosa Nostra ». 
Salvatore Cancemi participe à la préparation et à l'exécution des meurtres des magistrats antimafia Giovanni Falcone et Paolo Borsellino en 1992. Il a agi comme guetteur de l'équipe qui a placé et fait exploser la bombe à Capaci qui a tué Falcone, sa femme et trois hommes de son escorte. Il a d'abord nié avoir participé au meurtre de Borsellino, mais a dû admettre son implication lorsque d'autres pentiti ont confirmé sa participation. 
Salvatore Cancemi a décrit la célébration du succès de l'attentat à la bombe de Capaci. Totò Riina a commandé du champagne et tandis que les autres ont applaudi, Cancemi et Santino Di Matteo se sont regardés et ont échangé un avis sur Riina et sur leur avenir : « ce cocu sera la ruine de nous tous ».
Le 22 juillet 1993, Cancemi entre dans le poste des carabiniers sur la Piazza Verdi à Palerme et se rend. Riina a été arrêté le 15 janvier de la même année et ses partisans ont intensifié la stratégie terroriste lancée l'année précédente avec le meurtre de Falcone et Borsellino après la confirmation du verdict du Maxi-Procès de Palerme,.
Le 28 mai 1993, la mafia déclenche une série d'attentats à la bombe contre des lieux du patrimoine culturel faisant exploser une bombe aux  Galerie des Offices à Florence. Quelques jours plus tard, le 27 juillet des bombes explosent au musée Villa Reale et au pavillon d'art contemporain de Milan, et le 28 juillet, à l'église San Giorgio et au Vicariat de Latran à Rome.
Cancemi était contre la stratégie terroriste violente et a craint pour sa vie. Le beau-frère de Riina, Leoluca Bagarella soupçonnait que Cancemi soit à l'origine de l'arrestation de celui-ci.
Salvatore Cancemi est mort le 14 janvier 2011 d'un accident vasculaire cérébral dans un lieu secret (Trapani?) où il séjournait en tant que repenti.

## Déclarations controversées
Bon nombre des déclarations de Cancemi sont controversées. Il a déclaré aux procureurs que le choix des cibles à la bombe de 1993 avait été « suggéré » à Cosa Nostra car l'organisation ne disposait pas d'un « raffinement » suffisant pour les sélectionner. Il a déclaré que Totò Riina et d'autres chefs avaient laissé entendre qu'ils bénéficiaient du soutien de personnes appartenant aux institutions de l'État. Riina et Provenzano lui ont dit qu'ils avaient trouvé des « contacts politiques » grâce auxquels les choses s'amélioreraient et la législation concernant le régime pénitentiaire de l'article 41-bis serait modifiée,. 
En 1996, Salvatore Cancemi déclare que Silvio Berlusconi et son bras droit Marcello Dell'Utri étaient en contact direct avec Riina qui a ordonné les attentats à la bombe qui ont tué les magistrats antimafia Giovanni Falcone et Paolo Borsellino. Après une enquête de deux ans, les magistrats ont clos l'enquête sans inculpation en 2002. Ils n'ont trouvé aucune preuve corroborant les allégations de Cancemi. De même, une enquête de deux ans, également d'après des aveux de Cancemi, sur une prétendue association de Berlusconi avec la mafia a été close en 1996. Cependant, la plupart des allégations ont été confirmées par un procès de 2018 concernant l’existence d'une négociation entre l'État italien et Cosa Nostra.
Salvatore Cancemi a révélé que Fininvest, par l'intermédiaire de Marcello Dell'Utri et du mafioso Vittorio Mangano, aurait versé à Cosa Nostra 200 millions de lires (100 000 euros) par an. Les contacts présumés, selon Cancemi, devaient aboutir à une législation favorable à Cosa Nostra, en particulier concernant l'article 41 bis (it) qui met à l'isolement les mafiosi emprisonnés et qui leur impose de grandes mesures de restrictions. En retour, Cosa Nostra soutiendrait le parti Forza Italia  de Berlusconi en échange de faveurs politiques,. 
Malgré les condamnations pour avoir participé à plusieurs meurtres, comme ceux sur du démocrate-chrétien Salvatore Lima, les magistrats Giovanni Falcone et Paolo Borsellino et le policier Ninni Cassarà, Salvatore Cancemi n'est pas incarcéré. Interrogé sur l'apparente « pax mafiosa », il a déclaré : « Je trouve ce silence plus terrifiant que les bombes »,.